# Gillian Lindsay
Pour les articles homonymes, voir Lindsay.
Gillian Lindsay (née le 24 septembre 1973 à Paisley) est une rameuse britannique.

## Biographie

### Palmarès

#### Aviron aux Jeux olympiques
- 2000 à Sydney,  Australie
  -  Médaille d'argent en quatre de couple[1]

#### Championnats du monde d'aviron
- 1998 à Cologne,  Allemagne
  -  Médaille d'or en deux de couple
- 1997 à Aiguebelette,  France
  -  Médaille d'argent en deux de couple